# Saint-Germain-du-Salembre
Saint-Germain-du-Salembre település Franciaországban, Dordogne megyében. Lakosainak száma 906 fő (2022. január 1.). Saint-Germain-du-Salembre Chantérac, Saint-Astier, Saint-Léon-sur-l’Isle, Neuvic, Douzillac és Saint-Jean-d’Ataux községekkel határos.

## Népesség
A település népessége az elmúlt években az alábbi módon változott:
| Lakosok száma | 790  | 837  | 787  | 819  | 929  | 932  | 941  | 946  | 933  | 906  |
|               | 1968 | 1982 | 1990 | 2006 | 2013 | 2015 | 2017 | 2019 | 2020 | 2022 |